# Mk 47 Striker
Il Mk 47 o Striker 40 è un lanciagranate automatico mobile (trasportato da un soldato). Grazie a un sistema di controllo del fuoco integrato, spara munizioni da 40 mm che possono essere sia granate intelligenti airbust (ovvero che esplodono in aria), sia munizioni non guidate di tipo convenzionale.

## Sviluppo
Nel luglio 2006, la General Dynamics ha sottoscritto un contratto da 23 milioni di dollari per la produzione del Mk 47 Mod 0. L'aggiudicazione era parte di un contratto quinquennale, a tempo indeterminato e consegna indefinita, per un valore di 82 milioni di dollari. La produzione avviene presso lo stabilimento di General Dynamics a Saco nel Maine. L'azienda ha collaborato con Raytheon per progettare e costruire il sistema di controllo del fuoco denominato "Lightweight Video System" (LVS). La gestione del programma è affidata al Burlington Technology Center di General Dynamics, ubicato nel Vermont.
Nel febbraio 2009, la General Dynamics ha sottoscritto un contratto da 12 milioni di dollari per la produzione del Mk 47 Mod 0.

## Descrizione

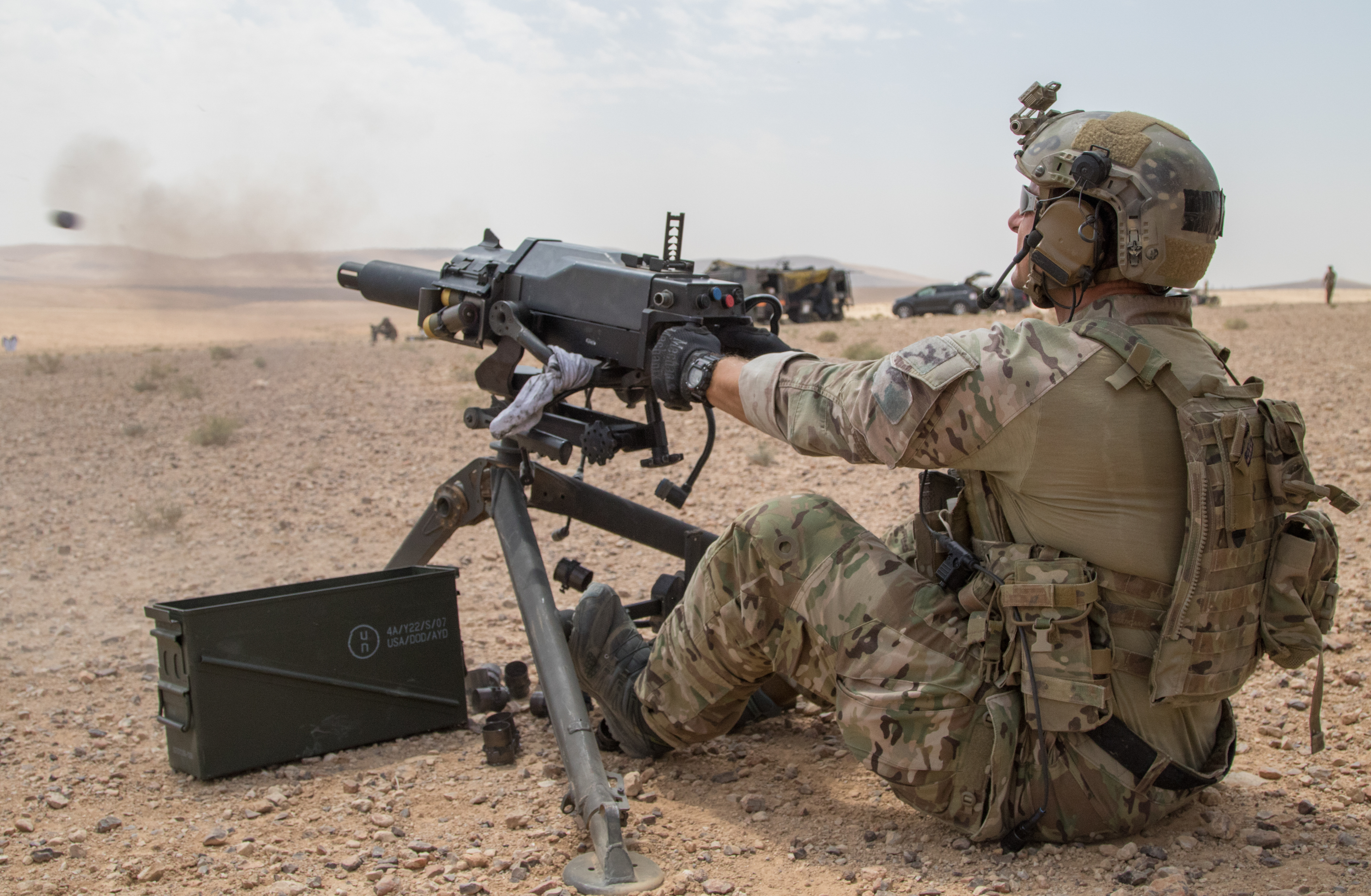
Soldato dell'U.S. Army Special Operations Command si addestra con un MK 47 ad Amman in Giordania, il 28 agosto 2019

L'Mk 47 è dotato di tecnologia di rilevamento, mira e programmazione del computer. All'arma si può applicare il Lightweight Video System II (LVS II), ovvero il modulo integrato per il sistema di controllo del fuoco prodotto da Raytheon. Tale sistema utilizza le moderne tecnologie in termini di telemetro laser, visione notturna I2 e tecnologia informatica balistica. Questo consente all'utente di tracciare, identificare e ingaggiare bersagli sia di giorno, usando immagini a colori, che di notte usando specifiche termocamere.
Oltre a essere in grado di sparare tutti i proiettili da 40 mm, standard NATO, come il lanciagranate Mk 19, può sparare granate a schegge intelligenti MK285 che possono essere programmate per esplodere a mezz'aria dopo una determinata distanza. Un mirino computerizzato consente all'utente di impostare questa distanza. La potenza di fuoco che sprigiona l'arma è adeguata a distruggere veicoli leggeri o poco corazzati.
L'arma può essere installata su un treppiede o su un veicolo leggero.

## Utilizzatori
Australia
- Australian Defence Force

200 Mk 47 Mod 1 designati LWAGL, acquistati con un contratto da 47 milioni di dollari, consegnati dal terzo trimestre del 2016 fino alla metà del 2017 per sostituire l'Mk-19. Dotato del sistema di puntamento Lightweight Video Sight (LVS2) con video a colori integrato e imaging termico
 Israele
- forze di difesa israeliane

130 Mk 47 Mod 0 acquistati con un contratto da 24,9 milioni di dollari firmato nel 2010. Le consegne sono state effettuate da gennaio ad agosto 2012 per sostituire l'Mk 19.
 Stati Uniti
- U.S. Army
  - United States Special Operations Command (USSOCOM)

Circa 1.500 Mk 47 Mod 0 US acquistati nel 2015, in servizio sia con l'esercito degli Stati Uniti che con la marina. Impiegati in Iraq e Afghanistan dal 2006 con il nome di: Advanced Lightweight Grenade Launcher (ALGL). Dispiegati anche dalle unità USSOCOM in Siria.